# Elmelundemästaren
Elmelundemästeren var en dansk målare, eller måleriverkstad, som gjorde kalkmålningar i kyrkor på Mön, Falster och Lolland under början av 1500-talet.
Elmelunde var den första kyrkan på Møn, där de kalkmålningarna togs fram på 1880-talet, och har därför fått ge namn till den mästare, som gjort målningar i flera kyrkor på Møn och grannöar. Freskerna i Fanefjords kyrka, vilka togs fram på 1930-talet, anses dock vara de mest intressanta och kompletta.
Också fresker i kyrkor på Falser och Lolland attribueras till Elmelundemästaren, nämligen de i Tingsteds kyrka, Nørre Alslevs kyrka och Aastrups kyrka på Mön samt Kettinge kyrka på Lolland. 

## Kyrkor med målningar av Elmelundemästaren
- Elmelunde kyrka
- Fanefjords kyrka
- Keldby kyrka
- Tingsteds kyrka
- Nørre Alslevs kyrka
- Kettinge kyrka
- Aastrups kyrka

## Bildgalleri

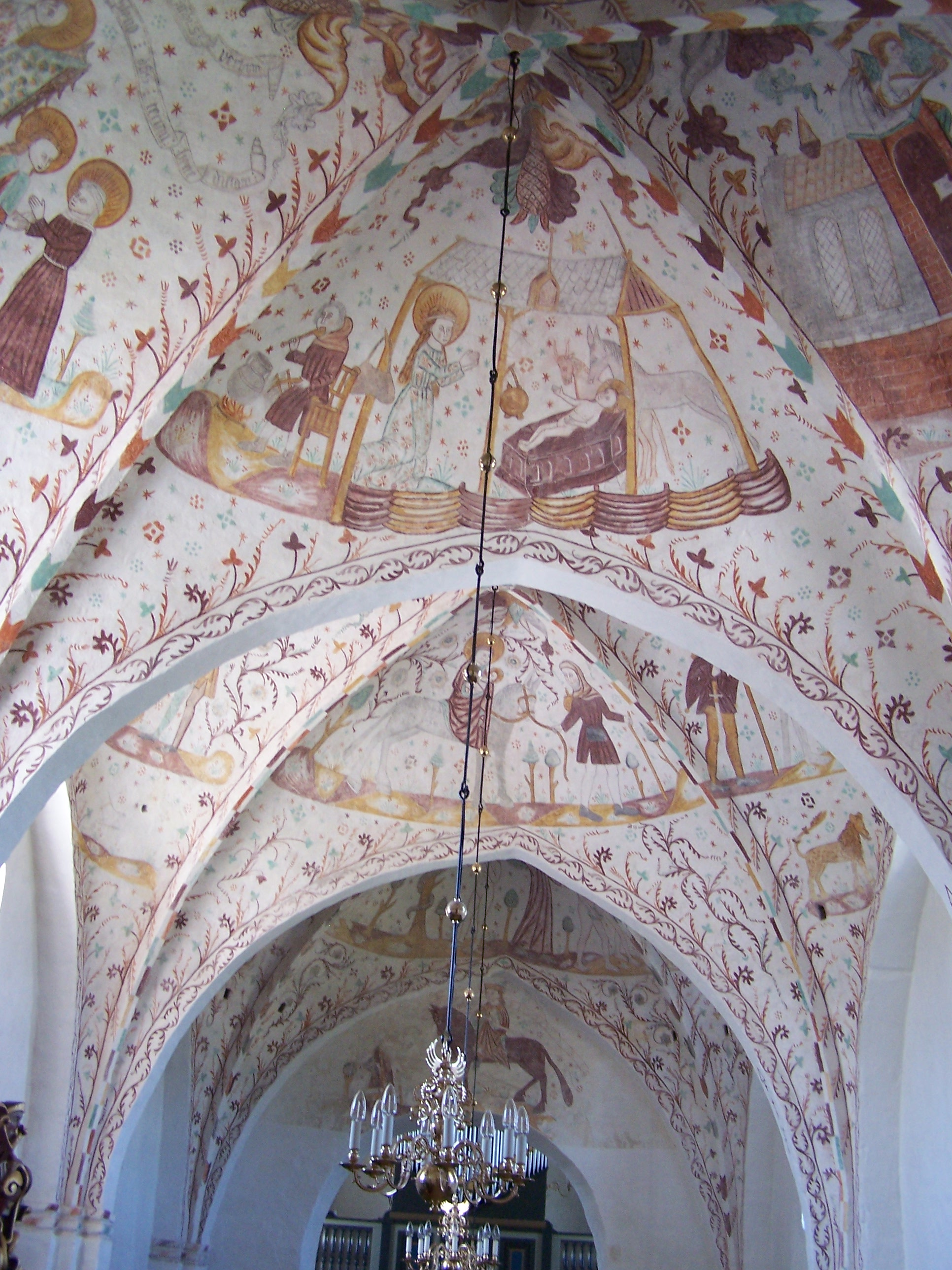
Elmelunde kyrka
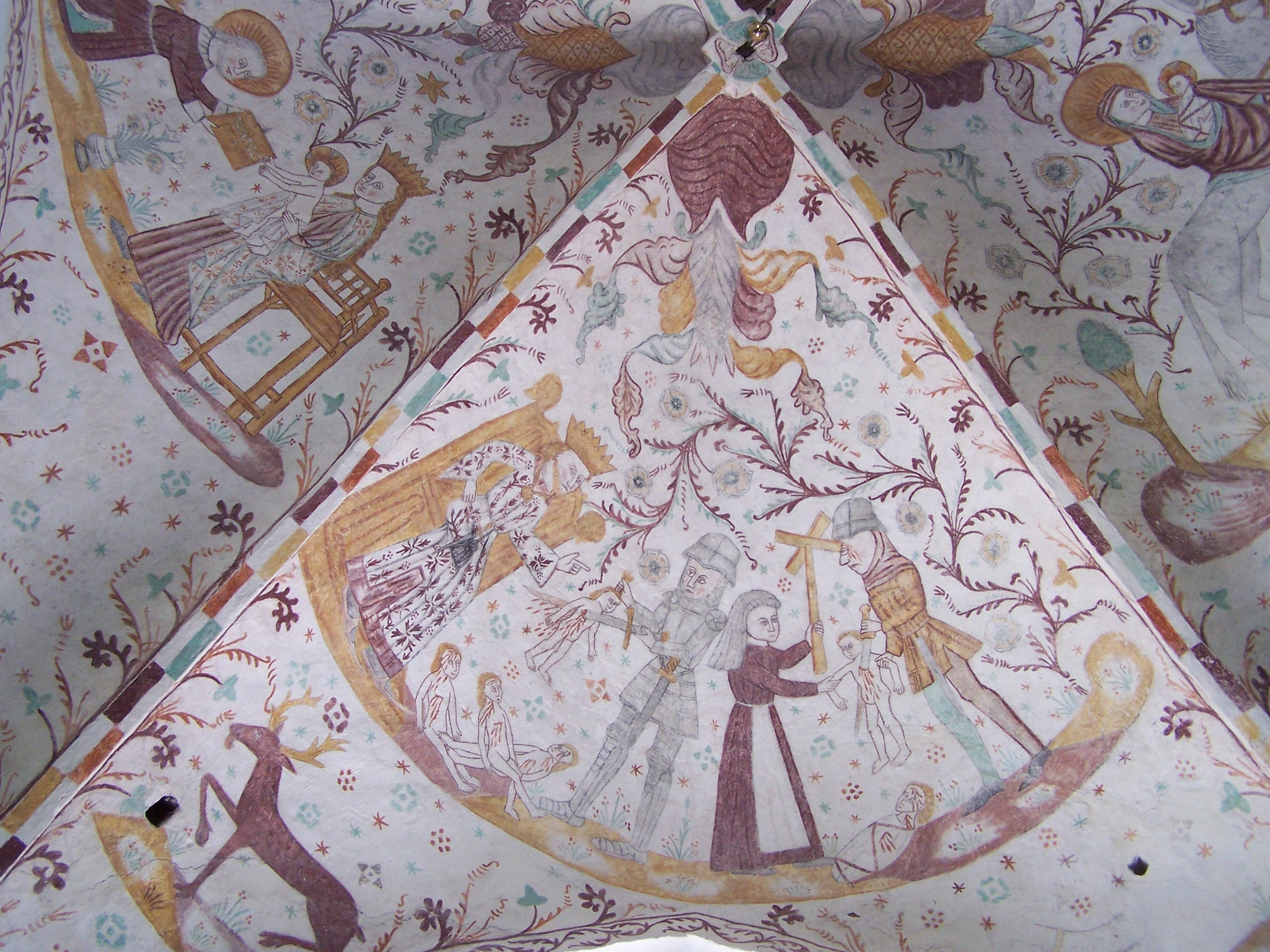
Elmelunde kyrka
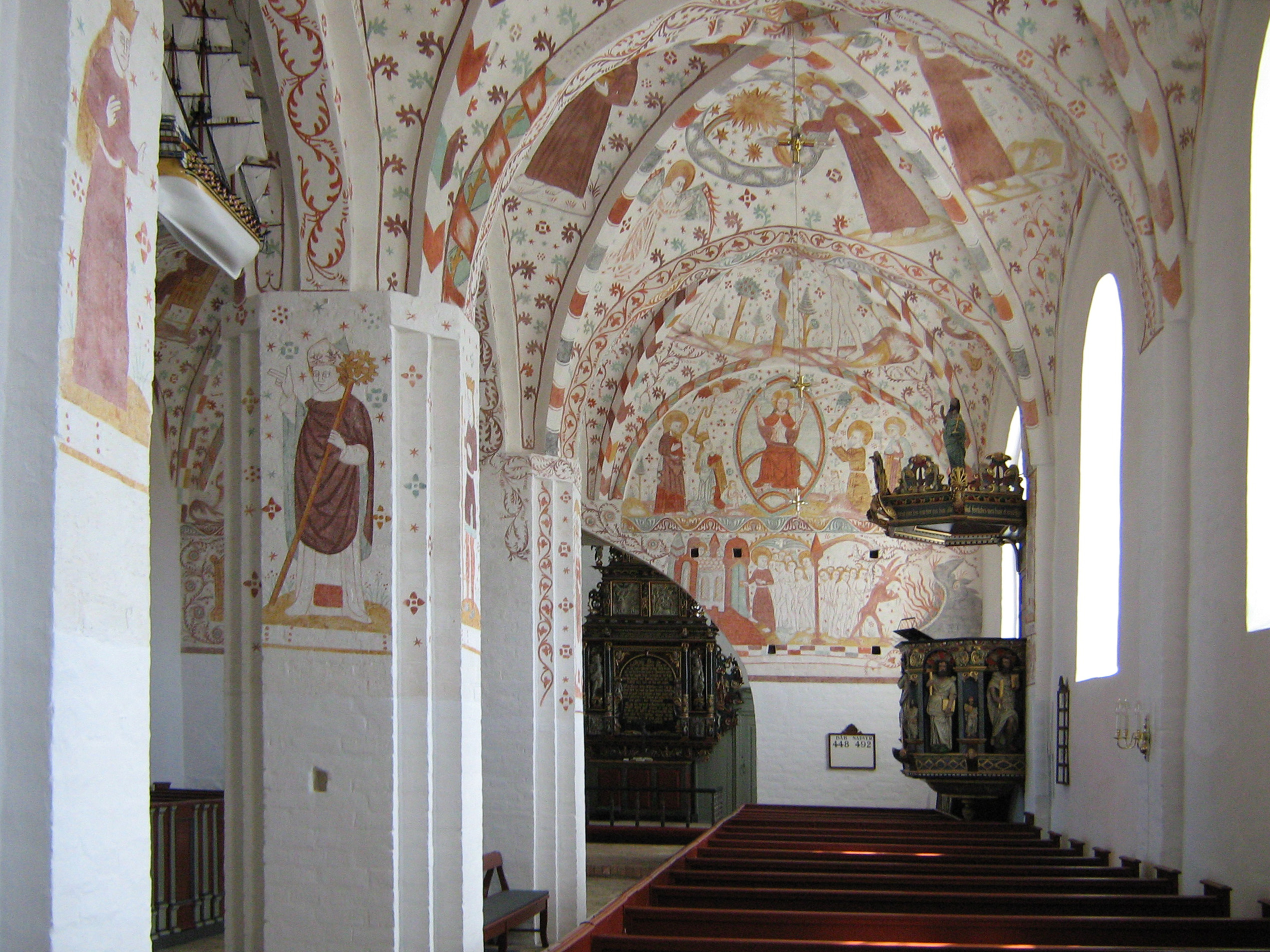
Fanefjords kyrka
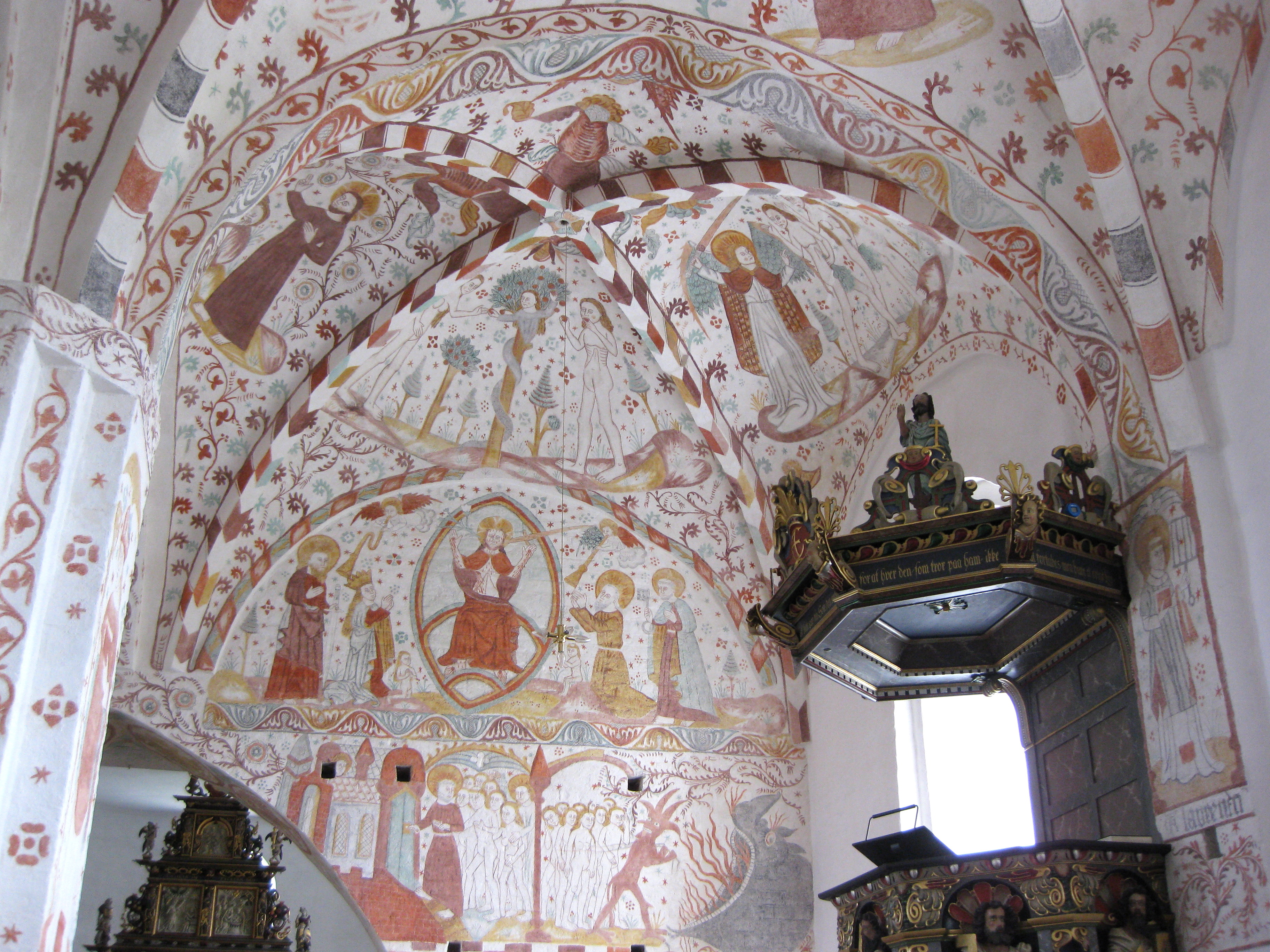
Fanefjords kyrka
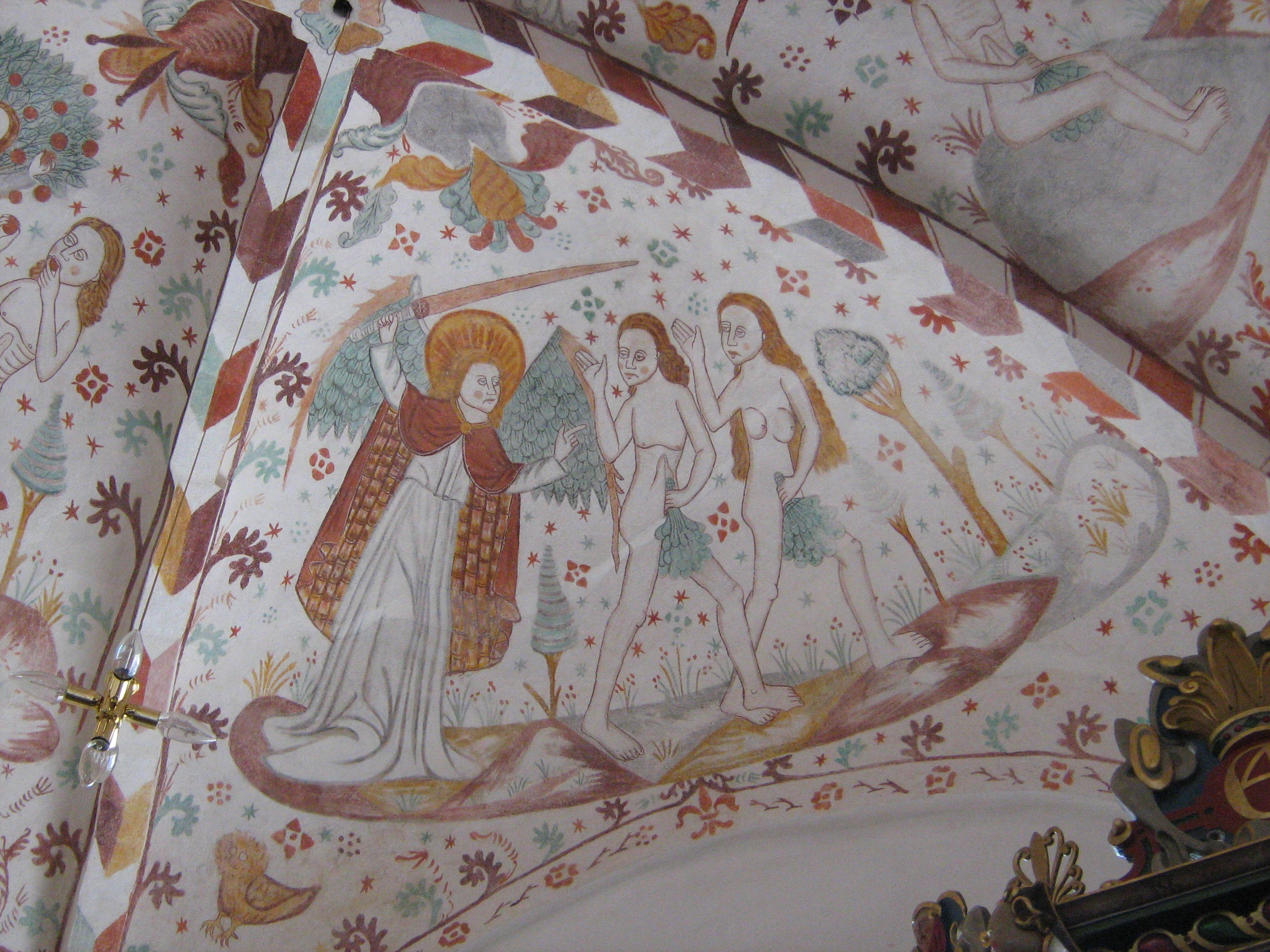
Fanefjords kyrka